# Corporate America (álbum)
Corporate America es el quinto álbum de estudio de la banda de rock estadounidense Boston, y fue publicado en el 2002. El álbum contiene una versión en vivo de la canción  «Livin' for You», la cual está originalmente en el álbum Walk On.
Este álbum es el último que incluye a Brad Delp antes de suicidarse en el 2007. También incluyó a Anthony Cosmo y a Kimberley Dahme como miembros de la banda y compositores.

## Lista de canciones
Todas las canciones fueron escritas por Tom Scholz, excepto donde se indica lo contrario.
1. «I Had a Good Time» - 4:15
2. «Stare Out Your Window» (Anthony Cosmo) - 3:19
3. «Corporate America» - 4:37
4. «With You» (Kimberley Dahme) - 3:28
5. «Someone» - 4:10
6. «Turn It Off» (Anthony Cosmo) - 4:37
7. «Cryin'» (Anthony Cosmo) - 5:19
8. «Didn't Mean to Fail in Love» (Tom Scholz, Curly Smith y Janet Minto) - 5:14
9. «You Gave Up on Love» - 4:22
10. «Livin' for You» (en vivo) - 5:07

## Formación
- Tom Scholz - guitarra, bajo, teclados, batería y coros
- Brad Delp - voz
- Fran Cosmo - voz
- Gary Pihl - guitarra y teclados
- Anthony Cosmo - guitarra y coros
- Kimberley Dahme - coros y guitarra  (en “With You”)
- David Sikes - bajo
- Curly Smith - batería

## Formación adicional
- Charlie Farren - coros
- Beth Cohen - flauta y coros
- Bill Carman - bajo
- Tom Moonan - batería y percusiones
- Frank Talarico - percusiones
- Sean Tierney - teclados